# 160P/LINEAR
160P/LINEAR è una cometa periodica appartenente alla famiglia delle comete gioviane. Unica particolarità di questa cometa è di avere una piccola MOID col pianeta Giove, di sole 0,08187 UA che la porterà in futuro a subire notevoli cambiamenti degli attuali elementi orbitali.

## Storia della scoperta
Al momento della sua scoperta iniziale il 15 luglio 2004 la cometa è stata ritenuta un asteroide; il 6 settembre 2004 si è scoperto che in effetti era una cometa. Lo stesso giorno in cui veniva annunciata la sua natura cometaria, venivano scoperte dall'astrofilo tedesco Maik Meyer immagini di prescoperta risalenti all'8 settembre 1996, per cui nel tempo di record di soli quindici giorni la cometa venne numerata definitivamente.